# La duchessa
La duchessa (The Duchess) è un film biografico del 2008 diretto da Saul Dibb con Keira Knightley e Ralph Fiennes.
È basato su Georgiana, biografia di Georgiana Spencer, duchessa del Devonshire, scritta da Amanda Foreman.
Il film è uscito nelle sale cinematografiche britanniche il 5 settembre 2008, in quelle italiane il 24 dicembre dello stesso anno.
Il film è stato nominato agli Oscar 2009 per i migliori costumi e la migliore scenografia, vincendo poi il premio per la prima categoria.

## Trama
La diciassettenne Georgiana Spencer, giovane ragazza molto bella, amichevole, determinata e romantica, viene data in sposa a William di Devonshire, potentissimo duca dal carattere freddo ed egocentrico, che mette subito in chiaro di desiderare un erede maschio e non nasconde la propria delusione, se non la rabbia, alla nascita di due bellissime femmine. Ritrovandosi con un marito arrogante e autoritario, che è l'unico uomo in Inghilterra a non amarla, Georgiana si rifugia nella moda, nel gioco e nella politica; sostiene apertamente i Whig e Charles Grey, suo amico di infanzia da cui è attratta ricambiata; per il suo gusto nella moda e il suo sapersi muovere abilmente in politica, Georgiana diviene un'icona della sua epoca.
Tuttavia, a far precipitare la duchessa nello sconforto, è la scoperta che il marito William l'abbia nuovamente tradita, questa volta con la sua migliore amica; quando Georgiana, esasperata, si ribella manifestando la sua delusione e il suo disprezzo, William riesce a chiudere la scomoda discussione rigirando a proprio favore il diverbio e sminuendo Georgiana. L'uomo inizia a vivere apertamente la relazione adultera con la nobile Bess Foster, con grande umiliazione e dolore da parte di Georgiana, che vede con turbamento come il marito preferisca di gran lunga la compagnia della sua amante e dei suoi figli maschi che quella delle loro figlie. Un giorno, dopo un terribile litigio, un furioso William arriva a stuprare la povera Georgiana, pur di avere un erede maschio, cosa che finalmente si realizza. L'uomo, avendo avuto ciò che voleva sin dall'inizio, comincia ad essere un po' più morbido nei confronti della moglie. Successivamente, la duchessa intraprende un'appassionata relazione con Charles Gray, di cui è ormai innamorata, in cui trova conforto e da cui, per la prima volta, si sente amata e compresa. Tuttavia, per Georgiana la gioia  è destinata a durare poco poiché viene costretta dal marito a prendere una drastica decisione: scegliere tra il suo amore per le figlie o la passione per Charles, arrivando a minacciarla sulla prospettiva di non farle più incontrare le bambine, nel caso scegliesse di rimanere con il suo amante. Terrorizzata all'idea di perdere le adorate figlie, Georgiana le sceglie per il loro bene e, con il cuore spezzato, chiude la sua storia d'amore con Charles Gray, ancora perdutamente innamorato di lei.
Inoltre, poco prima di separarsi, la donna scopre di essere nuovamente incinta, ma questa volta di Charles Gray. Essendo una gravidanza illegittima, Georgiana viene obbligata dal marito a stare in campagna, per non dare nell'occhio e suscitare scandalo. Alla fine della gravidanza, durante la quale è stata premurosamente assistita ed accudita da Bess, che continua a voler bene a Georgiana come sua amica, andando contro i voleri di William, la duchessa dà alla luce un'altra bambina. Devastata dalla propria sofferenza, Georgiana si ritrova nuovamente ad essere costretta a sopportare qualcosa di estremamente doloroso: questa volta deve separarsi dalla sua neonata e affidarla alle cure e alla protezione della famiglia di Charles Gray, che l'accoglie in casa propria.
Alla fine di tutto, Bess vivrà per sempre nella dimora dei duchi, arrivando addirittura a divenire la seconda sposa di William, su benedizione di Georgiana. La povera donna incontrerà in segreto per varie volte la figlia illegittima Eliza. Charles Gray, durante un ballo, la rassicura dicendole che la bambina è amata e accudita dalla sua famiglia. Sempre in questa occasione, Charles fa sapere a Georgiana che presto si sposerà. I due sfortunati innamorati fanno comprendere di essersi ormai rassegnati alla prospettiva di amarsi a distanza, e si separano con gli occhi colmi di un amore segreto e proibito.
Il film si conclude con la spiegazione che, molti anni dopo, Eliza, ufficialmente presentata come la nipote di Charles, avrà in seguito una figlia, a cui darà il nome Georgiana.

## Inesattezze storiche
- All'inizio del film, quando Georgiana ha diciassette anni e sta per essere data in moglie al duca di Devonshire, la si vede giocare insieme ad alcuni amici nel parco della sua casa e tra di essi vi è anche Charles Grey, suo futuro amante. Grey in realtà aveva ben sette anni  in meno di Georgiana (quindi all'epoca era ancora un bambino) e l'avrebbe in realtà conosciuta molti anni dopo.
- Nel film, quando Georgiana conosce Lady Elizabeth Foster, ha già due figlie bambine: Georgiana (Little G) e Harriet (Harryo). In realtà Georgiana conobbe Elizabeth nel 1782, mentre le figlie sarebbero nate rispettivamente nel 1783 e nel 1785.
- Durante le campagne elettorali in cui Georgiana sostiene il partito Whig, ella fa pubblicità a Charles Grey. In realtà Georgiana si adoperò a favore del capo del partito whig, Charles James Fox, come anche indicato dalle code di volpe che Georgiana nel film, come nella realtà storica, indossava sul cappello in quei giorni.
- In una scena del film Georgiana è ubriaca e durante una danza urta un lampadario e la sua pettinatura prende fuoco: qualcuno l'aiuta e le strattona a terra la parrucca, mentre lei rimane al centro della sala con una cuffietta bianca da sotto-parrucca. Nell'ultimo trentennio del XVIII secolo le dame altolocate non indossavano parrucche, poiché questa era una prerogativa soltanto delle donne meno abbienti. Le colossali acconciature degli anni '70, lanciate in voga in Francia da Maria Antonietta e in Inghilterra da Georgiana, erano realizzate con i capelli veri della dama con l'aggiunta di extension e di capelli posticci. Dagli anni '80 le acconciature piramidali lasciarono il posto a capelli più gonfi e cotonati, poiché lo stress causato a Maria Antonietta dal suo primo parto le aveva indebolito i capelli e di conseguenza la moda si era spostata su abitudini più confortevoli.
- L'unico figlio maschio che Georgiana ebbe dal duca di Devonshire nacque il 21 maggio 1790 a Parigi, in piena Rivoluzione francese, e in quei giorni la duchessa fu vicina alla regina Maria Antonietta, sua cara amica. Nel film non sono presenti né i viaggi in Europa di Georgiana né riferimenti agli importanti eventi che si stavano svolgendo in Francia e che interessarono direttamente la duchessa.
- La figlia illegittima che Georgiana ebbe da Charles Grey non nacque nelle campagne inglesi come suggerito dal film, ma vide la luce il 20 febbraio 1792 ad Aix-en-Provence, in Francia, dove il duca aveva esiliato Georgiana, mentre la Rivoluzione continuava a imperversare.[1]

## Produzione

### Cast
Il film ha rappresentato per l'attrice protagonista, Keira Knightley, l'opportunità di lavorare con Ralph Fiennes, che considera uno dei suoi attori preferiti da sempre; inoltre, in origine, il film avrebbe dovuto essere diretto dalla regista Susanne Bier.

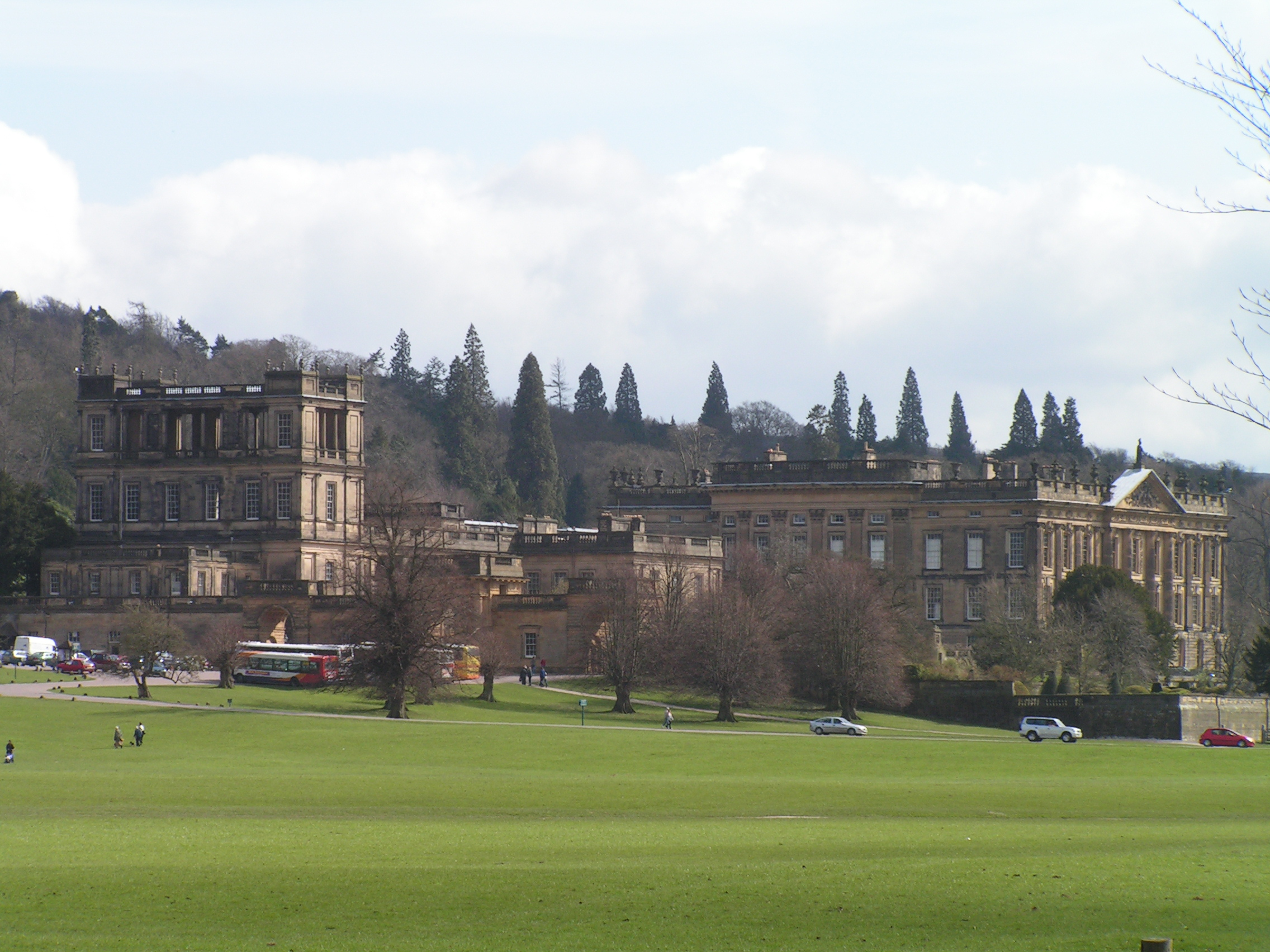
Chatsworth House, principale location del film, utilizzata per le scene sia interne sia esterne

### Riprese
Il film è stato girato soprattutto nelle dimore storiche di Chatsworth House, vicina a Bath, di Holkham Hall, di Kedleston Hall, Somerset House, al centro accademico King's College London e al Royal Naval College presso Greenwich.

## Distribuzione
| Stato                 | Data di uscita    |
| --------------------- | ----------------- |
| Gran Bretagna         | 5 settembre 2008  |
| Malta                 | 17 settembre 2008 |
| Stati Uniti d'America | 19 settembre 2008 |
| Hong Kong             | 1º ottobre 2008   |
| Australia             | 2 ottobre 2008    |
| Canada                | 3 ottobre 2008    |
| Corea del Sud         | 16 ottobre 2008   |
| Francia               | 12 novembre 2008  |
| Israele               | 13 novembre 2008  |
| Messico               | 14 novembre 2008  |
| Belgio                | 3 dicembre 2008   |
| Italia                | 24 dicembre 2008  |
| Finlandia             | 9 gennaio 2009    |
| Paesi Bassi           | 15 gennaio 2009   |

## Accoglienza

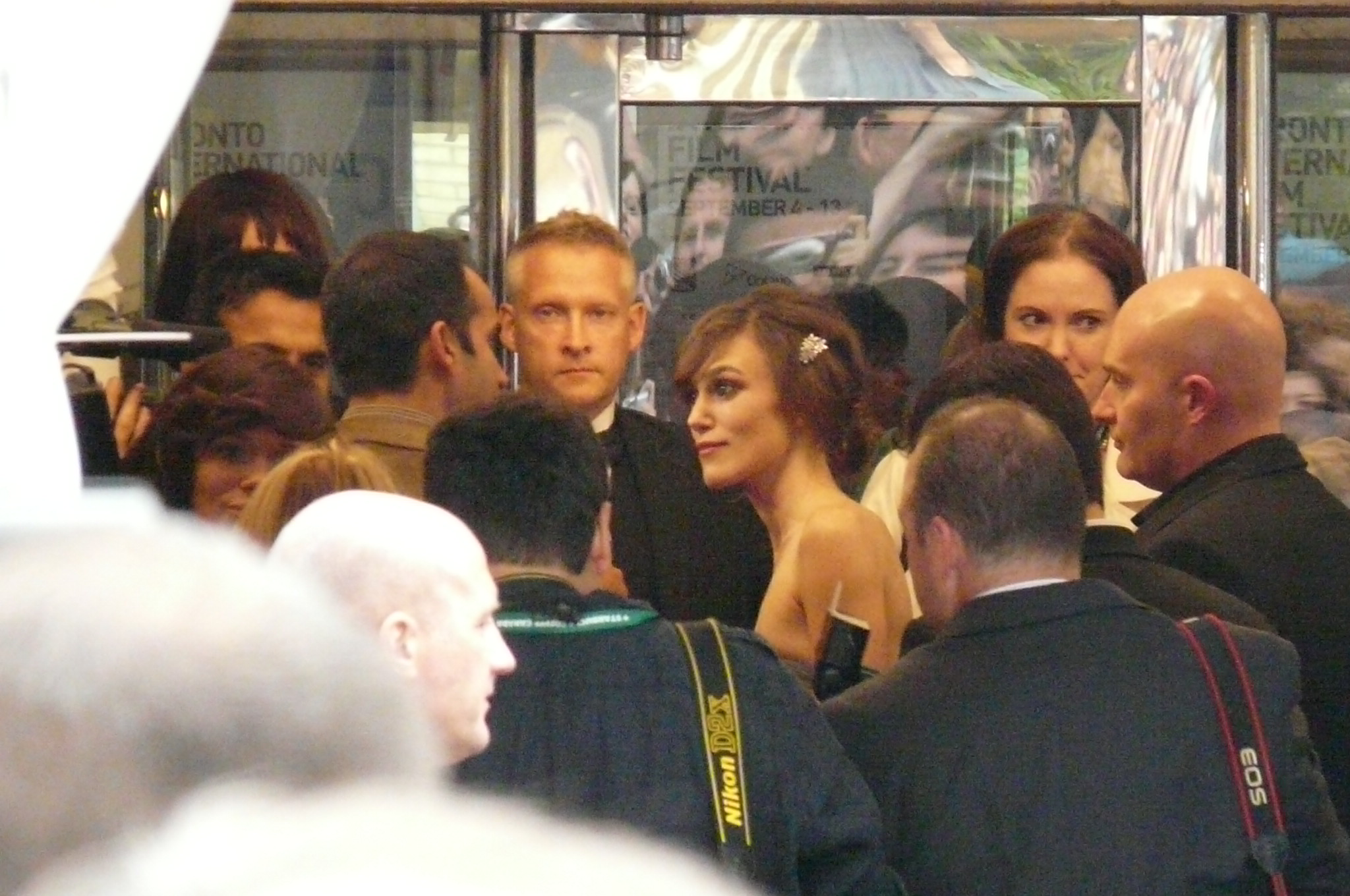
Parte del cast del film, con Keira Knightley centrale, al Toronto International Film Festival

### Critica
Il film, così come le performance di Keira Knightley e Ralph Fiennes e soprattutto i costumi, hanno ricevuto recensioni generalmente positive da parte della critica. Per esempio, sul sito web Rotten Tomatoes il film riceve il 62% delle recensioni professionali positive, con un voto medio di 6,3/10, basato su 170 recensioni; il consenso del sito recita: "Mentre il film calca il terreno ormai familiare dello 'squartatore di corsetti', i costumi sono fantastici e la performance di Keira Knightley è stellare in questo dramma d'epoca sottilmente femminista!".
Anche su Metacritic il film ottiene un punteggio medio di 62 su 100, basato su 34 critiche, indicando "recensioni generalmente favorevoli".
Per The Guardian, il critico Peter Bradshaw ha scritto che il film di Saul Dibb "si presenta bene", ma si è lamentato del fatto che esso fosse "in ogni momento esasperante e lento", ed assegnandogli perciò una valutazione di sole 2 stelle su 5.
Invece, la londinese Time Out ha scritto: "[Saul Dibb] è anche davvero molto aiutato dall'interpretazione matura e seria della Knightley, da quella aggressiva-passiva di Fiennes e dal tenero esempio di seduzione della Atwell".
Il New York Times, a proposito di La duchessa, scrive: "È un film lento, sì, ma comunque ben recitato, con Keira Knightley e, soprattutto, Ralph Fiennes perfetti per i loro ruoli, offrendoci una performance formidabile e potente".
Il presidente del Toronto International Film Festival, Cameron Bailey, il giorno stesso dell'anteprima del film durante il Festival, ha commentato: "La duchessa, interpretata Keira Knightley in maniera magnetica, è un film bellissimo, che offre un ritratto di metà Settecento davvero maturo. In più, stiamo vedendo la stessa attrice dimostrare, col tempo, di essere molto di più di un bel viso: è un'attrice molto seria, che sta diventando davvero una grande, grande interprete!".
Infine, il celebre Roger Ebert ha assegnato al film 3,5 stelle su 4, scrivendo: "Mi è piaciuto molto il film, sarà anche perché sono un profondo anglofilo! Immagino che le azioni dei personaggi nel film sembreranno estremamente strane per gli spettatori… Be', sappiate che lo sono veramente!".

## Riconoscimenti
- 2009 - Premio Oscar[14]
  - Migliori costumi a Michael O'Connor[15][16]
  - Candidatura per la migliore scenografia a Rebecca Alleway e Michael Carlin
- 2009 - Golden Globe[17][18]
  - Candidatura per il miglior attore non protagonista a Ralph Fiennes
- 2009 - Premi BAFTA[19]
  - Migliori costumi a Michael O'Connor
  - Candidatura per il miglior trucco e acconciatura a Daniel Phillips e Jan Archibald
- 2008 - Satellite Awards[20]
  - Migliori costumi a Michael O'Connor
  - Candidatura per la migliore scenografia a Rebecca Alleway e Michael Carlin
  - Candidatura per la migliore fotografia a Gyula Pado
- 2008 - British Independent Film Awards[21]
  - Candidatura per la miglior attrice a Keira Knightley
  - Candidatura per il miglior attore a Ralph Fiennes
  - Candidatura per la miglior attrice non protagonista a Hayley Atwell
  - Candidatura per i miglior costumi a Michael O'Connor
- 2008 - London Critics Circle Film Awards
  - Candidatura per il miglior attore non protagonista a Ralph Fiennes
  - Candidatura per la miglior attrice non protagonista a Hayley Atwell
- 2008 - Costume Designers Guild Awards
  - Migliori costumi per un film storico a Michael O'Connor
- 2009 - Phoenix Film Critics Society Awards
  - Migliori costumi a Michael O'Connor[22]